# IFNA5
IFNA5‏ (Interferon alpha 5) هوَ بروتين يُشَفر بواسطة جين IFNA5 في الإنسان.